# برانگتسه
برانگتسه (به لهستانی:  Branice) یک روستا در لهستان است که در گمینا برانگتسه واقع شده‌است. برانگتسه ۲٬۳۰۰ نفر جمعیت دارد.